# Liste der Ehrenbürger von Borken (Hessen)
Das Ehrenbürgerrecht ist die höchste Auszeichnung der hessischen Stadt Borken. Sie wird seit 1971 vergeben. Bislang wurden acht Personen so gewürdigt.
Hinweis: Die Auflistung erfolgt chronologisch nach Datum der Zuerkennung.

## Die Ehrenbürger der Stadt Borken
1. Kurt Wolff (†)
Verleihung am 1. Juli 1971
Erster Ehrenbürger der Stadt Borken (Hessen) wurde Kurt Wolff, ein Deutscher, der seinen Wohnsitz in der französischen Partnergemeinde Méru hatte. Er nahm bereits im Jahr 1962 über den Landrat Kontakt zur Stadt Borken auf. Er war Initiator der deutsch-französischen Partnerschaft, die bereits 1964 besiegelt wurde.
2. Alfred Möller (†)
Verleihung am 28. April 1993
Der gelernte Werkzeugmacher, Schlosser und Kesselobermeister war bis zu seinem Ruhestand im Borkener Braunkohlekraftwerk beschäftigt. Er wurde für sein ehrenamtliches Engagement und seine langjährige Tätigkeit als Erster Stadtrat und in verschiedenen Organen der kommunalen Selbstverwaltung auf Stadt- und Kreisebene geehrt.
3. Kurt Keßler (†)
Verleihung am 25. September 1996
Der selbständige Landwirt erhielt die Ehrenbürgerrechte für sein musikalisches Lebenswerk. Gewürdigt wurden seine außergewöhnlichen Verdienste, die er sich in jahrzehntelangem aktivem Einsatz als ehrenamtlich Tätiger für die Pflege, Förderung und Erhaltung des heimischen Kulturgutes und des Chorgesanges erworben hat.
4. Roswitha Schmidt-Weigand
Verleihung am 11. Dezember 1998
Der Realschullehrerin im Ruhestand und Mutter von drei Söhnen wurden die Ehrenbürgerrechte als Anerkennung für ihr ehrenamtliches Engagement zum Wohle der Allgemeinheit verliehen. Sie war in Borken lange Jahre als Stadtverordnete, Stadträtin und Kreistagsabgeordnete tätig.
5. Karl Schaub (†)
Verleihung am 6. November 2004
Der ehemalige Kraftwerksmeister erhielt die Auszeichnung für sein langjähriges kommunalpolitisches und soziales Engagement, seine ehrenamtliche Tätigkeit im Bereich der Mobilen Krankenpflegestation und als Versichertenältester sowie die herausragende Arbeit beim Aufbau des Hessischen Braunkohle Bergbaumuseums und im Vorstand der Stiftung.
6. Gerhard Möller
Verleihung am 11. Januar 2008
Der gelernte Kaufmann erhielt die Auszeichnung für seine außergewöhnlichen Verdienste, die er sich in jahrzehntelangem aktivem Einsatz als ehrenamtlich Tätiger für die Pflege, Förderung und Erhaltung des heimischen Kulturgutes, besonders durch die kirchliche und volkstümliche Blasmusik, zum Wohle der Stadt Borken und ihrer Bürgerinnen und Bürger erworben hat.
7. Annette Antignac und
8. Stefan Skasa-Weiß
Verleihung am 16. Januar 2015
Frau Annette Antignac und Herr Stefan Skasa-Weiß aus Méru (Frankreich) wurden aufgrund ihrer jahrzehntelangen verdienstvollen Arbeit im Rahmen der Städtepartnerschaft Borken-Mèru die Ehrenbürgerrechte verliehen.